# Manfred III. (Saluzzo)

Wappen der Familie del Vasto

Manfred III. del Vasto (* um 1206; † 1244) war ein italienischer Adliger. Von 1215 bis zu seinem Tod war er Markgraf von Saluzzo.

## Herkunft
Manfred entstammte der Familie del Vasto. Er war ein Sohn von Bonifatius von Saluzzo und Maria di Torres von Sassari. Da sein Vater schon 1212 starb, folgte er 1215 seinem Großvater Manfred II. als dritter Markgraf von Saluzzo. Seine ersten drei Jahre als Markgraf verbrachte er unter der Regentschaft seiner Mutter.

## Markgraf von Saluzzo
1215 war es zu einem Krieg zwischen Manfred II. von Saluzzo und Graf Thomas I. von Savoyen gekommen. Als nach dem Tod des alten Markgrafen der neunjährige Manfred III. Markgraf wurde, beendete Thomas von Savoyen den Krieg, nachdem Saluzzo auf seine Rechte an der Herrschaft Barge verzichtet hatte. 1223 heiratete Manfred Beatrix, eine Tochter von Amadeus, dem ältesten Sohn von Thomas von Savoyen. Dennoch kam es in den nächsten Jahren wiederholt zu Spannungen zwischen Saluzzo und Savoyen, während Manfred eng mit Markgraf Bonifatius II. von Montferrat verbündet war. Bonifatius von Montferrat hatte ebenfalls eine Tochter von Amadeus von Savoyen geheiratet, der 1233 in Savoyen die Herrschaft von seinem Vater übernahm. Da Amadeus bislang keine Söhne hatte, nötigten ihn Manfred und Bonifatius im Dezember 1235 bei einem Treffen in Chivasso, seine Töchter als Teilerbinnen im Piemont einzusetzen. Dies traf aber auf den Widerstand von Thomas von Savoyen, einem jüngeren Bruder von Amadeus, der zuvor von ihm als Erbe eingesetzt worden war. In den nächsten Jahren bedrängte Manfred seinen Schwiegervater Amadeus noch mehrfach, aber schließlich erfolglos, ihn als Erben einzusetzen. Dazu kam es über die Abgrenzung ihrer Besitzungen im Piemont und im Val di Susa zu weiteren Konflikten mit Savoyen.
Im Konflikt zwischen Kaiser Friedrich II. und dem Lombardenbund hatte Manfred zunächst auf der Seite des Kaisers gestanden. 1241 wechselte er jedoch ebenso wie Bonifatius von Montferrat auf die Seite des Lombardenbundes.

## Familie
Aus seiner Ehe mit Beatrix von Savoyen hatte Manfred mehrere Kinder, darunter:
- Thomas I., Markgraf von Saluzzo († 1296)
- Margherita, Nonne
- Alice († 1311) ⚭ Edmund de Lacy, 2. Earl of Lincoln († 1258)
- Agnes († 1265) ⚭ John de Vescy, Lord of Alnwick († 1288/89)

Nach seinem Tod wurde sein minderjähriger Sohn Thomas sein Erbe, für den Bonifatius von Montferrat die Vormundschaft übernahm. Manfreds Witwe Beatrix heiratete vor 1249 Manfred von Sizilien, einen unehelichen Sohn des Kaisers.